# Peperomia tępolistna

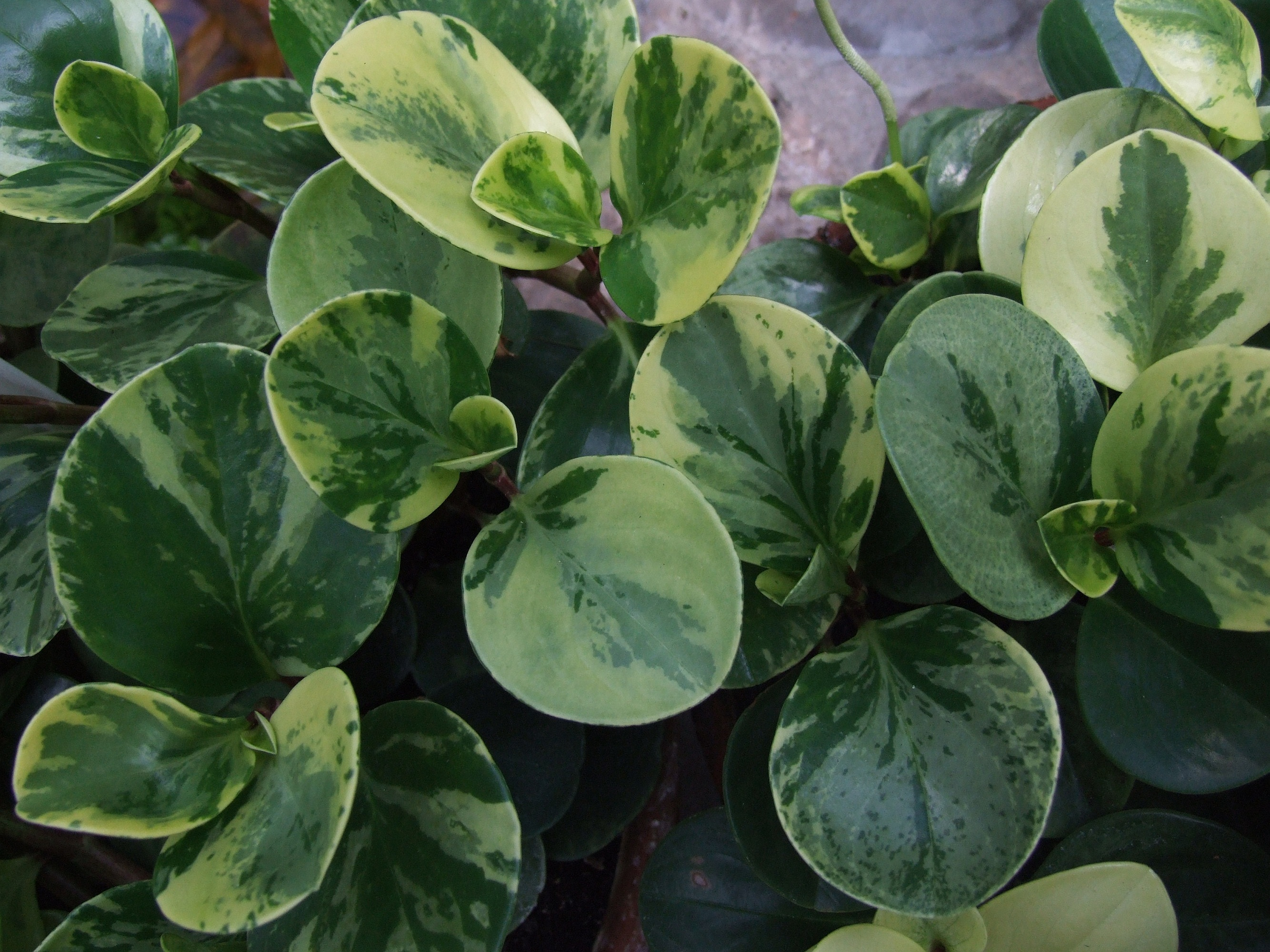
Kultywar `Variegata`

Peperomia tępolistna, pieprzówka tępolistna (Peperomia obtusifolia) – gatunek rośliny z rodziny pieprzowatych. Pochodzi z obszarów tropikalnych, Ameryki Południowej i Środkowej oraz południowego Meksyku w Ameryce Północnej. W Polsce jest uprawiany jako ozdobna roślina pokojowa i jest jedną z częściej uprawianych peperomii.

## Morfologia
Ma pojedyncze, jasnozielone, szerokoowalne, tępo zakończone liście na krótkich ogonkach. Wyrastają skrętolegle, są błyszczące i stanowią główny walor ozdobny tej rośliny. Oprócz typowej formy gatunku w uprawie znajdują się kultywary o liściach z jaśniejszymi wybarwieniami, m.in. `Greegol`, `Minima` (forma karłowa), `Jeli` i `Albomarginata`. W mieszkaniu osiąga wysokość ok. 30 cm.

## Uprawa
Gatunek niezawodny i łatwy do uprawy w warunkach mieszkaniowych.
- Podłoże. Najlepsza jest ziemia kwiatowa na podłożu z torfu.
- Wilgotność. Wymaga dużej wilgotności powietrza, szczególnie gdy jest ciepło, jednakże jest bardzo wrażliwa na nadmierne podlewanie powodujące gnicie jej korzeni. Podlewa się ją rzadko; w lecie raz na tydzień, zimą co 14–18 dni, koniecznie wodą bezwapienną. Można ustawić jej doniczkę na podkładzie ze stale wilgotnego torfu, w zimie lepiej przetrzymywać ją w kuchni, gdzie jest bardziej wilgotno.
- Oświetlenie. Nie musi natomiast stać w pełnym słońcu, w swoim naturalnym środowisku bowiem rośnie pod drzewami. Bezpośrednie światło powoduje odbarwianie jej liści, wystarczy jej średnie oświetlenie.
- Temperatura. W lecie nie powinna przekroczyć 24 °C, w zimie nie powinna być niższa niż 16 °C
- Rozmnażanie. Po 2 latach uprawy staje się nieładna i należy ją odnowić przez ukorzenienie nowej sadzonki. Sadzonki wykonuje się wiosną z pędu wierzchołkowego o długości ok. 2,5 cm. Po zanurzeniu w ukorzeniaczu sadzi się je do piasku lub ziemi liściowej, przykrywa folią i trzyma w temperaturze ok. 18 °C.
- Zabiegi uprawowe. W lecie należy co 2 tygodnie nawozić płynnym nawozem wieloskładnikowym. Zakurzone liście czyści się przez ścieranie wilgotną szmatką. Gdy powietrze jest suche należy ją spryskiwać wodą. Nie wymaga cięcia.